# Mark Luckhurst
Mark Luckhurst (Londra, 16 settembre 1961) è un bassista e compositore britannico naturalizzato statunitense celebre prevalentemente come membro delle band Thunder e Hellfire Corner.

## Biografia
Membro fondatore dei Thunder,  ha suonato il basso nei primi due album, Backstreet Symphony e Laughing On Judgement Day. Lasciò la band dopo un tour in Giappone alla fine del 1992, venendo rimpiazzato dallo svedese Mikael Hogland.
Fece parte per un breve periodo della band Coverdale-Page, che abbandonò dopo alcuni mesi, non sentendosi adeguato. Nel 2007 prende parte alla reunion degli Hellfire Corner. Dopo lo scioglimento di questa band, avvenuto nel 2011, è entrato nel side project del cantante dei Def Leppard Joe Elliott, ovvero i Down and Outz, con i quali ha inciso tre album.

## Vita privata
Sposato dal 1996, ha un figlio di nome Louis.

## Discografia

### Solista
- 1988 - As It is
- 1999 - Going On

### Con gli Hellfire Corner
- 2008 - Hellfire Corner

### Con i Thunder
- 1990 - Back Street Symphony
- 1992 - Laughing on Judgement Day

### Con i Down and Owtz
- 2014 - The Further Adventures Of ...
- 2017 - The Further Live Adventures Of ...
- 2019 - This Is How We Roll

### Collaborazioni (parziale)
- 1991 - Mick Taylor - Too Hot for Snakes
- 2006 - Linda Lewis - Live in Hold Smoking
- 2010 - Bucket and Co - Guitars Bears and Tears
- 2011 - Sutton Forrest - An Evening with Sutton Foster
- 2011 - Ella Fitzgerard - Icon:Love Songs